# Garmin
Garmin är en amerikansk tillverkare av navigations- och kommunikationsutrustning för flyg- och konsumentmarknaden. Bland annat utrustning för satellitnavigering med hjälp av Navstar GPS, så kallade GPS-mottagare.

## Historia
Garmin bildades 1989 av Gary Burell och Min Kao (därav namnet Garmin).

## Kartor
De flesta av Garmins kartor kommer från Navteq.
Kartfel kan rapporteras med hjälp av Garmins rapportera ett kartfel-sida
och för det mesta även med hjälp av NAVTEQ Map Reporter.

## Trafikinformation
Trafikinformation sänds i Sverige ut via RDS-TMC. De modeller av GPS-mottagare tänkta för bilen som har ett T i slutet på modellbeteckningen stödjer detta. Företaget som förmedlar trafikdata till Garmin-navigatorerna är Mediamobile Nordic.
Synpunkter på trafikinformationen, tex att den är föråldrad eller trafikstörningar saknas lämnas till Mediamobile Nordics Trafikinformationscentral
 via telefon eller e-post.

## Produkter

### Ekolod
- Fishfinder 90
- Fishfinder 140
- Fishfinder 160C
- Fishfinder 240
- Fishfinder 250C
- Fishfinder 340C

### GPS-mottagare

#### Bil

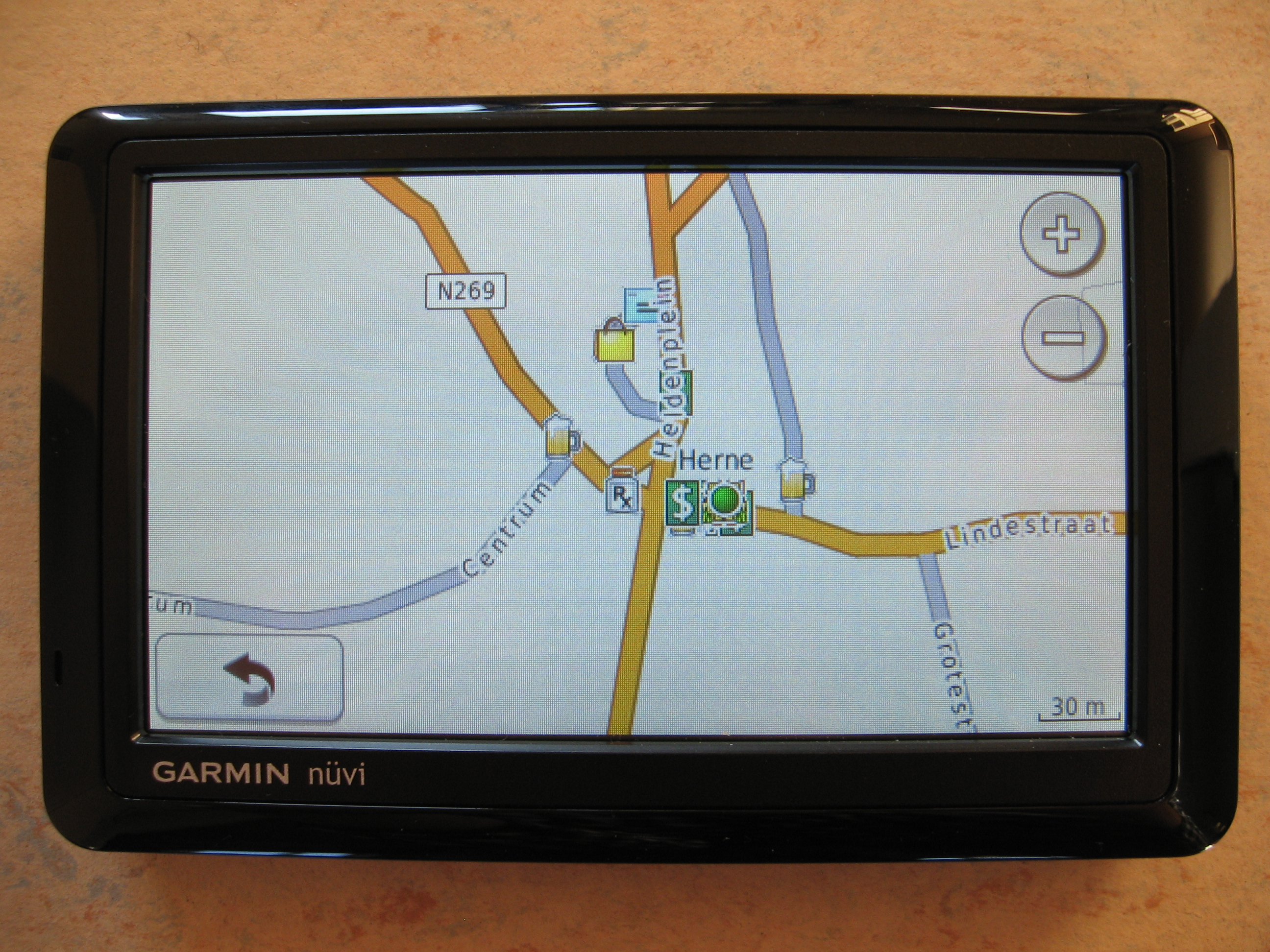
Bilnavigatorn Garmin nüvi 1490T

- nüvi 200
- nüvi 205
- nüvi 250
- nüvi 255
- nüvi 300
- nüvi 310
- nüvi 350
- nüvi 360
- nüvi 660
- nüvi 760
- nüvi 1490T
- nüvi 1490TV
- nüvi 1690
- nüvi 2595LMT
- nüvi 2597LMT
- nüvi 3760T
- nüvi 3790T
- StreetPilot 2650
- StreetPilot 7200
- StreetPilot 7500
- StreetPilot c310
- StreetPilot c320
- StreetPilot c330
- StreetPilot c340
- StreetPilot c510
- StreetPilot c530
- StreetPilot c550
- StreetPilot i2
- StreetPilot i3
- StreetPilot i5

#### Handburna
- Colorado 300
- Colorado 400
- eTrex
- eTrex Camo
- eTrex Legend
- eTrex Legend C
- eTrex Legend Cx
- eTrex Summit
- eTrex Venture
- eTrex Venture Cx
- eTrex Vista
- eTrex Vista C
- eTrex Vista Cx
- Geko 101
- Geko 201
- Geko 301
- GPS 12
- GPS 12CX
- GPS 12MAP
- GPS 12XL
- GPS 38
- GPS 40
- GPS 45
- GPS 48
- GPS 50
- GPS 60
- GPS 72
- GPS 75
- GPS 76
- GPS II
- GPS II Plus
- GPS III
- GPS III Plus
- GPSMAP 60C
- GPSMAP 60CS
- GPSMAP 60CSx
- GPSMAP 60Cx
- GPSMAP 62
- GPSMAP 62s
- GPSMAP 62st
- GPSMAP 62sc
- GPSMAP 62stc
- GPSMAP 64
- GPSMAP 64s
- GPSMAP 64st
- GPSMAP 66s
- GPSMAP 66st
- GPSMAP 66sr
- GPSMAP 66i
- GPSMAP 76
- GPSMAP 76C
- GPSMAP 76CS
- GPSMAP 76CSx
- GPSMAP 76Cx
- GPSMAP 76S
- GPS V
- Rino 110
- Rino 120
- Rino 130
- Rino 520
- Rino 530

#### Marina

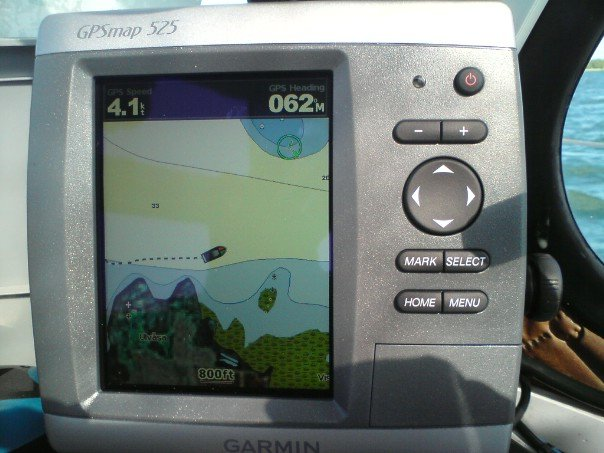
GPS Garmin map 525 vilken visar vattnet på sjön Boren utanför Ulvåsa, 2009

- GPS 120
- GPS 120XL
- GPS 125 Sounder
- GPS 152
- GPSCOM 170
- GPSMAP 130
- GPSMAP 135 Sounder
- GPSMAP 162
- GPSMAP 168 Sounder
- GPSMAP 172C
- GPSMAP 175
- GPSMAP 176
- GPSMAP 176C
- GPSMAP 178C Sounder
- GPSMAP 180
- GPSMAP 182
- GPSMAP 182C
- GPSMAP 185 Sounder
- GPSMAP 188
- GPSMAP 188C
- GPSMAP 192C
- GPSMAP 198C Sounder
- GPSMAP 292
- GPSMAP 298 Sounder
- GPSMAP 392
- GPSMAP 398 Sounder
- GPSMAP 492
- GPSMAP 498 Sounder

#### Motorcykel
- GPSMAP 276C
- GPSMAP 376C
- GPSMAP 378
- GPSMAP 478
- Quest
- Quest 2
- StreetPilot 2610
- StreetPilot 2720
- StreetPilot 2730
- StreetPilot 2820
- zūmo 550

#### Träningshjälpmedel
- Edge 205
- Edge 305
- Edge 705 - Gjord primärt för cykling, enheten kan kopplas ihop så att den samlar in data från kadensmätare och pulsmätare
- Forerunner 101
- Forerunner 201
- Forerunner 205
- Forerunner 301
- Forerunner 305
- Forerunner 405
- Foretrex 101
- Foretrex 201